# Куприц, Николай Яковлевич
Николай Яковлевич Куприц (14 июля 1912, Москва — 5 августа 1980, Москва) — юрист, специалист по государственному праву и истории государственно-правовой мысли; сын ученого-металлурга профессора Куприца, аспирант А. Я. Вышинского; доктор юридических наук с диссертацией на тему «Развитие советской государственно-правовой мысли в период перехода от капитализма к социализму», профессор на юридическом факультете МГУ.

## Биография
Николай Куприц родился 14 июля 1912 года в Москве в семье доктора технических наук Якова Николаевича Куприца. В 1936 году Николай защитил кандидатскую диссертацию и стал кандидатом юридических наук — научным руководителем являлся бывший Прокурор СССР и Министр иностранных дел СССР Андрей Вышинский. В МГУ Куприц читал студентам курс по государственному устройству «буржуазных стран».
В 1960—1970-х годах Куприц вёл работу по созданию российской истории науки о государственном праве — данная работа стала основой его докторской диссертации. В 1970 годах он успешно защитил докторскую диссертацию по теме «Развитие советской государственно-правовой мысли в период перехода от капитализма к социализму»; в тот же период он опубликовал две монографии, в которых представил периодизацию государственно-правовой мысли. Являлся одним из преподавателей Олега Кутафина. Куприц неожиданно скончался в Москве 5 августа 1980 года.

## Работы
- «Государственное устройство СССР»
- «Конституция СССР» (в соавторстве с В. Ф. Котоком)
- «Из истории науки советского государственного права»
- «Государственное право стран народной демократии» (в соавторстве с Л. Д. Воеводиным и Д. Л. Златопольским)
- «Вопросы истории науки советского государственного права переходного периода» (1969)